# Mirepoix-sur-Tarn
Mirepoix-sur-Tarn è un comune francese di 702 abitanti situato nel dipartimento dell'Alta Garonna nella regione dell'Occitania.

## Monumenti

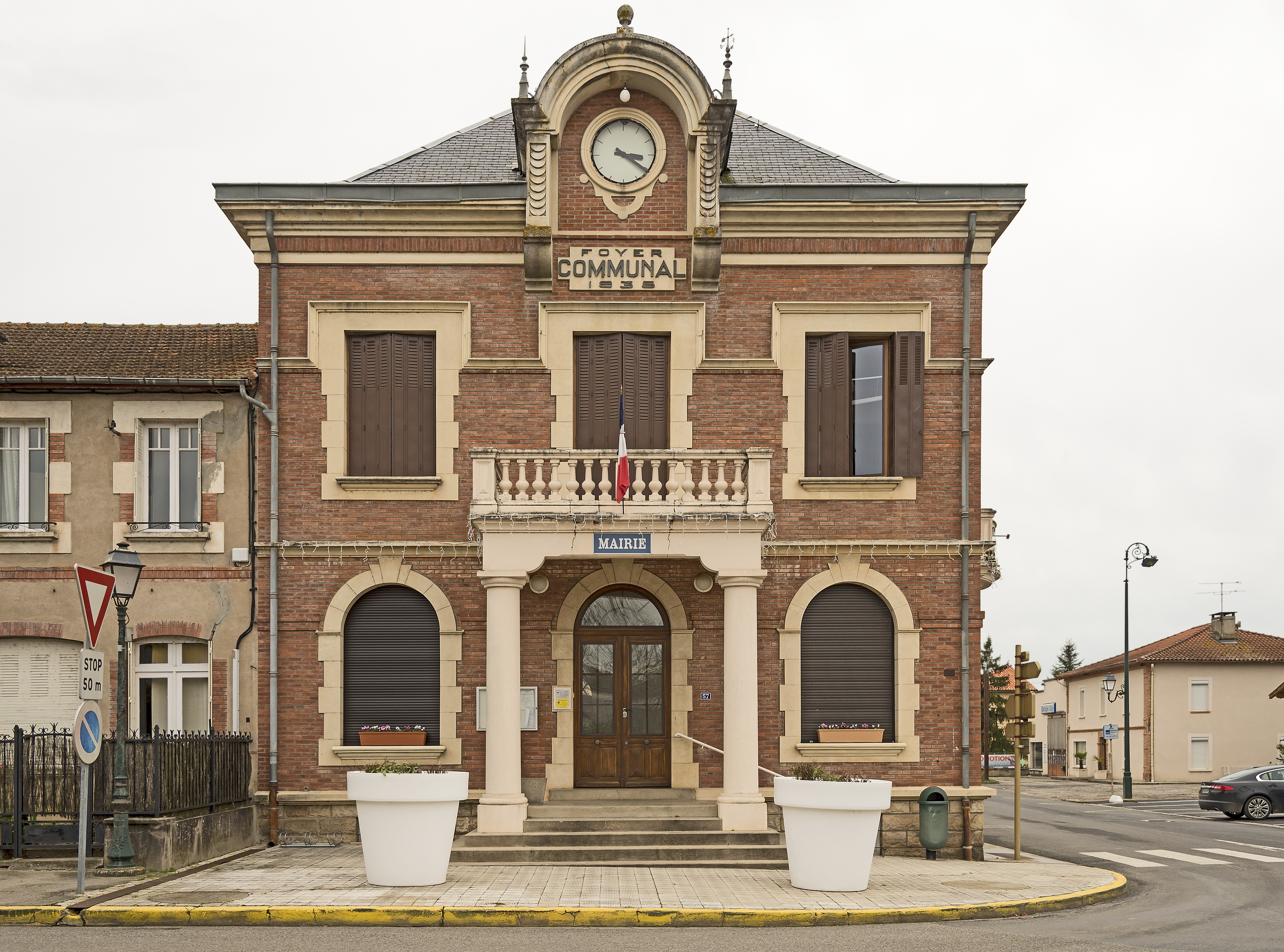
Il municipio
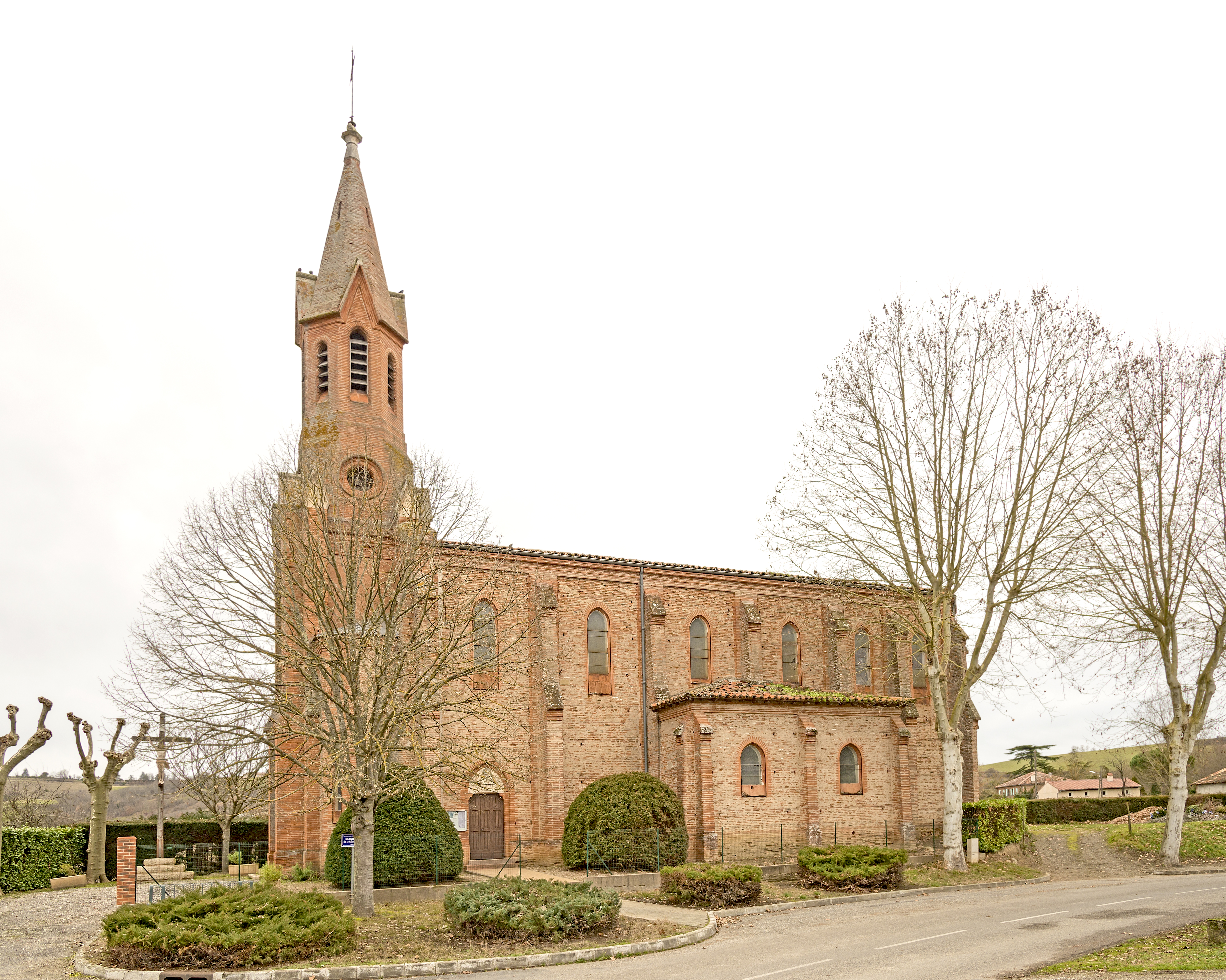
La chiesa.

## Società

### Evoluzione demografica
Abitanti censiti